# اوبر ماتیس
اوبر ماتیس (فرانسوی: Hubert Mathis‎؛ زادهٔ ۱۲ مارس ۱۹۵۰) دوچرخه‌سوار اهل فرانسه است.
از باشگاه‌هایی که در آن رکاب زده‌است می‌توان به تیم دوچرخه‌سواری مرسیه اشاره کرد.